# 台72線
台72線（東西向快速公路——後龍汶水線），是臺灣位於苗栗縣之東西向省道快速公路。西起後龍鎮銜接台1線，經頭屋鄉、縣治苗栗市、銅鑼鄉及公館鄉，東抵獅潭鄉銜接台3線。東端可由台3線前往大湖鄉、三灣鄉；西端可由台1線前往通霄鎮、竹南鎮。

## 概述
台72線起於後龍鎮，原計畫起點銜接台61線，後來起點（0K）至台1線交流道（2.4K）路線因徵收問題而暫緩辦理興建。台72線沿後龍溪一路往東南，在頭屋一交流道可經台13線接國道一號頭屋交流道，於公館交流道可經台6線接國道一號苗栗交流道，過石圍牆平交路口後遂轉東至獅潭鄉。通車後自後龍至獅潭僅需30分鐘，大大縮短了苗栗山區與海線的距離。台72線在台灣所有「東西向快速公路」中，坡度起伏程度僅次於台76線，沿途山環水繞（西山丘陵、苗栗丘陵、雪山山脈、後龍溪），係富含自然景觀的一條快速公路。
因國道一號與台72線銅鑼交流道距離僅約1.3公里，有關單位曾評估在銅鑼鄉中平村興建直接銜接國道一號的交流道，並與現有台72線銅鑼交流道整合。但此一方案需於台72線佈設相當長度之輔助車道，工程費用較高且不具相當規模的經濟效益，故至今未設置此系統交流道。
自2005年起，全線開放汽缸總排氣量在550c.c.以上之大型重型機車行駛。並自2012年7月1日起，全線開放汽缸總排氣量逾250c.c.之大型重型機車行駛。

## 設施

### 交流道
- 預估後龍端延伸至台61線路段長3.7公里，里程長鍊1.3公里。

| 台72線路線設施里程一覽表  |      |                     |                             |                                                            |            |               |                                                                                  |                                                    |
| 標誌                      | 里程 | 名稱                | 順樁預告                    | 逆樁預告                                                   | 形式       | 通車日        | 銜接道路 →聯絡地區                                                               |                                                    |
|                           | 0.0  | 後龍                |                             |                                                            | 喇叭型     | 規畫中        | 西部濱海快速公路                                                                 | 西部濱海快速公路                                   |
| 0.0k～2.4k 規畫中 →後龍鎮 |      |                     |                             |                                                            |            |               |                                                                                  |                                                    |
| 2                         | 2.4  | 後龍端              | 快速公路起點                | 後龍交流道 大山交流道 西湖 通霄 造橋 後龍市區 快速公路終點 | 直接式     | 2003年3月20日 | 台1線⇒台6線 · →後龍鎮後龍、西湖鄉、通霄鎮、造橋鄉潭內                            |                                                    |
| 5                         | 5.2  | 新港                | （僅西向出入）              | 後龍                                                       | 匝道       | 2008年9月17日 | 苗13線⇒縣道126號 · →後龍鎮新港                                                   |                                                    |
| 6                         | 6.7  | 造橋                | 造橋 苗栗                   | 苗栗 造橋                                                  | 鑽石型     | 2003年3月20日 | 台13甲線 · →後龍鎮二張犁、造橋鄉造橋、苗栗市田寮＆苗栗、高鐵苗栗站               |                                                    |
| 10                        | 10.1 | 頭屋一              | 頭屋 苗栗                   | 苗栗 頭屋                                                  | 單點鑽石型 | 2001年1月     | 台13線⇒ 頭屋交流道 · →頭屋鄉頭屋、苗栗市嘉盛＆苗栗                               |                                                    |
| 12                        | 12.8 | 頭屋二              | 苗栗縣政府                  | 苗栗縣政府                                                 | 單點鑽石型 | 2004年12月9日 | 苗27-1線⇒苗25線、台6線 · →頭屋鄉頭屋、苗栗市芒埔＆苗栗、公館鄉二岡坪、苗栗縣政府 |                                                    |
|                           | 14.3 | 新東                |                             |                                                            | 鑽石型     | 規畫中        | 苗26線（新東大橋） · →苗栗市維祥＆苗栗、公館鄉尖山                               | 苗26線（新東大橋） · →苗栗市維祥＆苗栗、公館鄉尖山 |
| 15                        | 15.8 | 公館                | 公館 苗栗                   | 苗栗 公館                                                  | 單點鑽石型 | 2001年1月     | 台6線⇒ 苗栗交流道 · →苗栗市維祥＆苗栗、公館鄉五穀岡＆公館                        |                                                    |
| 20                        | 20.8 | 銅鑼                | 公館 銅鑼                   | 銅鑼 公館                                                  | 單點鑽石型 | 2001年7月14日 | 縣道128號⇒ 銅鑼交流道 · →銅鑼鄉銅鑼、公館鄉中小義＆公館                          |                                                    |
| 此處有交通號誌            | 23.0 | 縣道119甲線平交路口 | 公館 銅鑼                   | 銅鑼 公館                                                  | 平交路口   | 2005年1月29日 | 縣道119甲線 · →銅鑼鄉七十分＆銅鑼、公館鄉公館                                    |                                                    |
| 此處有交通號誌            | 25.0 | 石圍墻平交路口      | 石圍墻                      | 石圍墻                                                     | 平交路口   | 2005年1月29日 | 地區道路⇒苗27線 · →公館鄉石圍墻                                                  |                                                    |
| 此處有交通號誌            | 26.0 | 開礦村一號平交路口  | 河排                        | 河排                                                       | 平交路口   | 2005年1月29日 | 地區道路 →公館鄉河排                                                             |                                                    |
| 此處有交通號誌            | 29.0 | 開礦村二號平交路口  | 出磺坑                      | 出磺坑                                                     | 平交路口   | 2005年1月29日 | 苗59線 · →公館鄉出磺坑                                                           |                                                    |
| － 隧道                   |      |                     |                             |                                                            |            |               |                                                                                  |                                                    |
| 此處有交通號誌            | 30.0 | 開礦村三號平交路口  | 轉溝水                      | 轉溝水                                                     | 平交路口   | 2005年1月29日 | 地區道路 →公館鄉轉溝水                                                           |                                                    |
| － 隧道                   |      |                     |                             |                                                            |            |               |                                                                                  |                                                    |
| 31                        | 30.7 | 獅潭端              | 獅潭 大湖 泰安 快速公路終點 | 快速公路起點                                               | 直接式     | 2005年1月29日 | 台3線（中原路）、苗62-2線 · →獅潭鄉、大湖鄉、泰安鄉                              |                                                    |

### 隧道
| 名稱     | 長度    | 竣工日期      |
| -------- | ------- | ------------- |
| 開礦隧道 | 192公尺 | 2005年1月29日 |
| 汶水隧道 | 260公尺 | 2005年1月29日 |

## 車道數及速限
| 路段               | 車道數 | 車道數 | 車道數 | 速限（km/h） | 速限（km/h） |
| 路段               | 東行   | 西行   | 雙向   | 東行         | 西行         |
| ------------------ | ------ | ------ | ------ | ------------ | ------------ |
| 後龍端～1.8K       | 2      | 2      | 4      |              |              |
| 1.8K～銅鑼交流道   | 2      | 2      | 4      |              |              |
| 銅鑼交流道～獅潭端 | 2      | 2      | 4      |              |              |

## 後續計劃

### 延伸至台61線
公路總局已進行台72線延伸台61線的可行性評估，自「直截」、「避開保安林」和「河堤共構」中，建議採用「避開保安林」方案推動。但選擇「避開保安林」方案仍然須徵收不少居民用地，因此地方要求採取「河堤共構」，目前公路總局也同意以此方案繼續可行性研究。起點在台61線103.6公里處（觀海大橋北側），以喇叭型交流道銜接，全長3.7公里，期程需40個月，經費近39億元新臺幣。

## 相關資訊
- 興建單位：交通部公路局
- 維護單位：交通部公路局
- 管理單位：苗栗縣警察局

## 外部連結
- 台72線後汶快速公路公路圖（公路總局） （页面存档备份，存于）
- 省道公路里程表(公路總局) （页面存档备份，存于）
- 縣府政院 會勘重大交通建設（交通部運輸研究所）